# Mantowate
Mantowate, diabły morskie (Mobulidae) – rodzina morskich ryb chrzęstnoszkieletowe z rzędu orleniokształtnych (Myliobatiformes), czasami traktowana jako podrodzina w obrębie orleniowatych (Myliobatidae). Zaliczane do niej gatunki są jedynymi kręgowcami o 3 parach funkcjonalnych kończyn. W zapisie kopalnym znane są z późnej kredy. Mają niewielkie znaczenie gospodarcze.

## Występowanie
Występują w tropikalnych i umiarkowanie ciepłych wodach oceanicznych, zwykle w strefie pelagialnej oraz w pobliżu raf koralowych. Najliczniej spotykane w pobliżu Ameryki. Żywią się planktonem i małymi rybami żyjącymi gromadnie.

## Budowa
Są to bardzo duże płaszczki. Największe osobniki osiągają ponad 6 m szerokości i masę 1360 kg. Ich silnie spłaszczone ciało ma kształt szerokiego dysku, zbliżonego do rombu. Głowa szeroka z dobrze rozwiniętymi długimi płetwami tzw. głowowymi, które wyodrębniły się z przedniej części płetw piersiowych i służą do nagarniania pokarmu w stronę otworu gębowego. Oczy położone po bokach głowy u nasady płetw głowowych. Płetwy piersiowe bardzo szerokie, podobne do skrzydeł, dorastające nawet do 9 m szerokości. Ogon krótki, biczowaty, zwykle bez kolca. Brak płetwy ogonowej.

## Biologia
Żerują w toni wodnej. Pływają samotnie lub w parach wykonując skoki ponad powierzchnię wody.
Mantowate są rybami żyworodnymi. Samica rodzi jednorazowo tylko jedno młode. Jego masa wynosi około 20 kg przy długości ciała około 1 m.

## Systematyka
Przez wielu ichtiologów mantowate klasyfikowane są w randze podrodziny Mobulinae w obrębie orleniowatych (Myliobatidae). Pomimo wielu badań i rosnącego zainteresowania biologią tych ryb istnieje wiele sprzeczności w opisach poszczególnych gatunków.

## Podział systematyczny

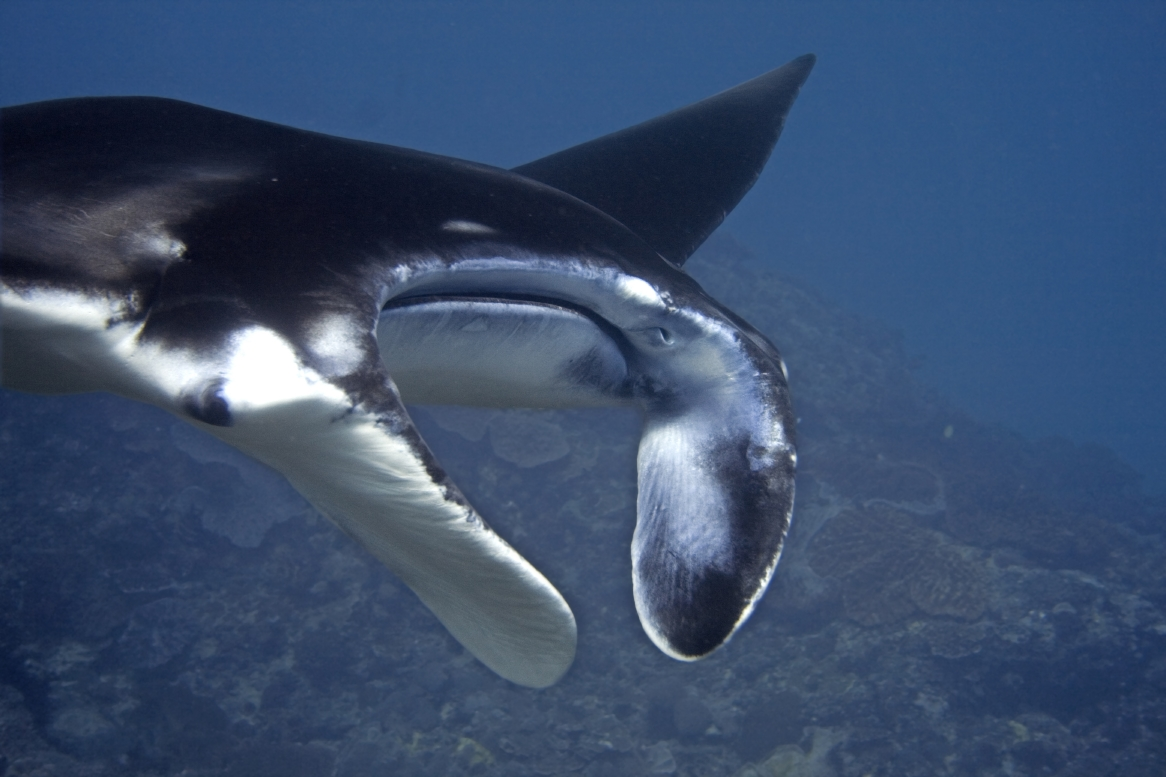
Płetwy głowowe manty

Do rodziny należy jeden występujący współcześnie rodzaj:
- Mobula Rafinesque, 1810

Opisano również rodzaje wymarłe: 
- Archaeomanta Herman, 1979[18]
- Arnomobula Leder, 2015[19]
- Burnhamia Cappetta, 1976[20]
- Eomanta Pfeil, 1981[21]
- Eoplinthicus Cappetta & Stringer, 2002[22]
- Oromobula Adnet, Cappetta, Guinot & Notarbartolo Di Sciara, 2012[23]
- Plinthicus Cope, 1869[24]